# 佐藤理
佐藤理（1960年4月14日—），京都府京都市人，日本多媒体艺术家，游戏设计师，作曲家。京都工艺纤维大学和京都嵯峨艺术大学短期大学部毕业。东京学艺大学非常动讲师。

## 略历
京都府京都市生人。
自京都工藝纖維大學、嵯峨美术短期大学卒业。加入莫斯广告（现莫斯设计研究所）后，在1988年设立了佐藤理设计室。（后改称有限会社OUTSIDE DIRECTORS公司），负责平面设计和展览会的企划、网络设计等，这些各种各样的媒体作品他都是亲手做的。此外，他也亲自做设计游戏以及制作广告。
1993年，他作为主催获得了日本索尼音樂娛樂的数字、娱乐、程序方面的作品、任务部门的最优秀奖。翌年的1994年，麥金塔电脑用游戏软件《东脑》发布，再次获得数字、娱乐、程序方面的作品部门最优秀奖。同年，发行了收录有《东脑》使用曲等的音乐CD《TRANSMIGRATION》。
1998年，PS用游戏软件「LSD」制作了出来。此作品代表了90年代初起，Amiga及Macintosh等平台上开始的多媒体制作的流行，有很强的媒体艺术色彩。在初代PlayStation用游戏中绽放着突出的异彩，因为内容的神秘不可理解，所以现在还维持着人气。佐藤理也参加了一些其他PS用游戏软件的制作。
佐藤理的弟弟是陶艺家佐藤巧。

## 作品

### 音乐
- Objectless (1983年)
- TRANSMIGRATION(1994年，索尼音乐娱乐)
- EQUAL(1995年,索尼音乐娱乐)
- LSD & REMIX(1998年)
- Objectless (Classic Ambient Works and More) (2017年)
- All Things Must Be Equal (2017年)
- LSD Revamped (2018年)
- Grateful in All Things (2020年)

### PC游戏
- 東腦(1994年,索尼音乐娱乐)
- 中天(1995年,索尼音乐娱乐)
- ローリーポーリーズの七転び八起き(1997年,Shinko Music)
- ローリーポーリーズの世界旅行(1997年,Shinko Nusic)

### PS游戏
- LSD（1998年）
- 东京惑星（1999年）
- リズムンフェイス（2000年）

### 著作
- The Alphabetical Orgasm(1991年)
- Alphabetical Animals(1992年)
- The Art Of Computer Designing(1993年)
- All Things Must Be Equal(2017年)
- Grateful in All Things(2020年)